# Григор Паликаров
Григор Паликаров е български диригент, композитор и пианист.

## Биография
Роден е на 29 октомври 1971 г. в Пловдив. Завършва НУМТИ „Добрин Петков“ – Пловдив със специалност пиано с пълен отличен успех и златна значка през 1990 г., след което и Националната музикална академия „Проф. Панчо Владигеров“ в София с магистърски степени по четири специалности: оперно-симфонично дирижиране при акад. Васил Казанджиев и проф. Ив. Вульпе; композиция при проф. Димитър Тъпков, пиано – при проф. Красимир Тасков и хорово дирижиране при проф. Стоян Кралев. Специализира композиция в рамките на два летни курса в Австрия с проф. Ерих Урбанер от Виенския университет за музика и изпълнителско изкуство.
Професионалната си кариера като диригент започва в Симфоничния оркестър на Ансамбъла на Българската Армия (1995 – 1997 г.), а от 1997 до 1999 г. е и главен диригент на Ансамбъла. Междувременно поема и длъжността диригент и главен художествен ръководител на именитата Младежка филхармония „Пионер“ (1998 – 2003 г.). Дебютира в Националната опера и балет – София през 1998 г., като дирижира Гала-концерт на Гена Димитрова по изрична нейна покана. От януари 2000 г. до април 2019 г. е щатен диригент в операта, а репертоарът му включва повече от 60 оперни и балетни заглавия. Същевременно от 2005 г. е главен художествен ръководител на Симфонично-оперетно дружество „Маестро Георги Атанасов“ в Пазарджик, а от септември 2024 г. е и главен диригент на Държавна опера - Пловдив.
Към настоящия момент Григор Паликаров е професор (от 2022 г.) по оперно-симфонично дирижиране в НМА „Проф. П. Владигеров", където преди това успешно защитава докторска степен по музика през 2017 г. и доцентура през април 2019 г. Той е чест гост – диригент на много оркестри и оперни театри в страната, сред които: Симфоничен оркестър на Българското национално радио, Класик ФМ оркестър – София, на който е и постоянен диригент от сезон 2008/09, Софийска филхармония, Фестивален оркестър – София, Държавните опери във Варна (на която е и постоянен гост-диригент), Бургас, Стара Загора и др. Сред поредицата му от диригентски изяви специално място заемат многобройните студийни записи на различни творби със Симфоничния оркестър на Българското Национално Радио, както и участията му в престижни национални и международни музикални фестивали като „Софийски музикални седмици“, „Мартенски музикални дни“ – Русе, „Европейски музикален фестивал“ – София, „Аполония“, „Варненско лято“, Лауреатски дни „Катя Попова“ – Плевен, „Австрийски музикални седмици“, „Нова българска музика“, „Зимни музикални вечери“ – гр. Пазарджик, Фестивал на оперното и балетно изкуство – Стара Загора, Фестивал за съвременна музика – Пула, Хърватска, „Майски оперни вечери“ – Скопие, Македония, Фестивал „Дюни“ – Матера, Италия, BMIMF – Корея и мн.др. През месец октомври 2014 г. Григор Паликаров изнася два концерта с Оркестъра на Класик ФМ радио в престижната Alte Oper (Франкфурт на Майн) от програмата на фестивала Европейски Културни Дни, организиран от Европейската централна банка.
Григор Паликаров редовно осъществява и множество гастроли в чужбина в страни като Италия, Полша, Корея, Япония, Уругвай, Бразилия, Русия, САЩ, Румъния, Унгария, Гърция, Словения, Украйна, Тайван, Мексико, Португалия, Испания, Германия, Австрия, Белгия, Франция, Люксембург, Холандия, Великобритания и др. Той е заставал на пулта на Националната опера и балет – Любляна, Краковска опера – Полша, Симфоничния оркестър на Румънското национално Радио – Букурещ, Националния оркестър (СОДРЕ) и националния хор на Уругвай, Филхармонията на Монтевидео – Уругвай, Симфоничния оркестър на Националния театър "Клаудио Санторо" - Бразилия, Националната опера и балет – Скопие, Симфоничен оркестър Юкатан и симфоничен оркестър Монтерей – Мексико, Филхармония „Яначек“ – Чехия, Филхармония "Кодай" - Унгария, Ченстоховска филхармония и Варминско-Мазурска филхармония – Полша, Симфоничните оркестри на Санремо, Бари, „Фриули – Венеция - Джулия“ и „Магна Греча“ – Италия, Филхармониите на градовете Брашов и Сибиу (Румъния), симфоничен оркестър "Милениум" - Сеул (Корея), Филхармонията на Сямън – Китай, Днепропетровската филхармония – Украйна, BMIMF оркестър – Корея, Симфоничния оркестър „Сенчъри“ – Тайпе, Опера Кливланд – САЩ, където неговият дебют е отбелязан като едно от най-важните музикални събития за 2009 г. за щата Охайо, Красноярската опера и балет – Русия, Симфоничен оркестър – Солун, Симфоничен оркестър – Калиш, Полша и мн. др.
Наред с диригентската си дейност Григор Паликаров също композира и концертира като пианист. Някои от творбите му са изпълнявани на редица фестивали и са записвани нееднократно.
В рамките на два мандата е бил председател на „Менса“ – България – клон на световната организация на хора с висок коефициент на интелигентност.

## Награди и отличия
- 1994 г. – специална награда „Алфред Шнитке“ за композиция от фондация „Млади български таланти“;[1]
- 2002, 2012, 2017 и 2022 г. – „Кристална лира“ на СБМТД;[2]
- 2009 г. – „Златно перо“;
- 2019 г. – „Емил Чакъров“;
- 2021 г. – „Златна лира“ на СБМТД за изключителен принос към българското музикално изкуство и по повод 50-годишнината му;
- 2025 г. –  Голямата награда за цялостен принос в развитието на културата на община Пазарджик;
- Награди от конкурсите за композитори и пианисти „Светослав Обретенов“, „Албер Русел“, „Музиката и Земята“.[3]